# Лалмай-Майнаматі

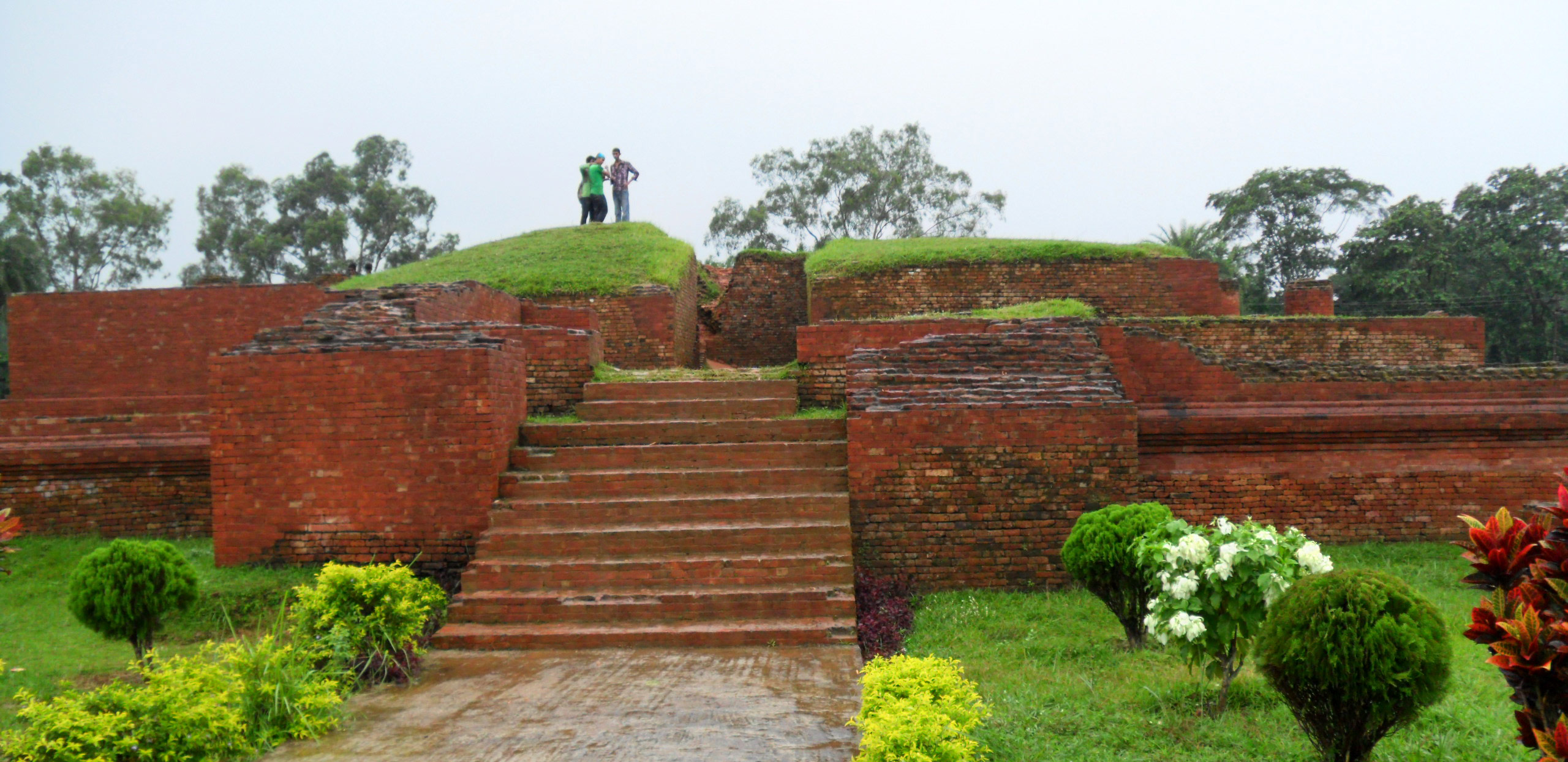
Шалбан Віхар

Майнаматі — історичне місце, розташоване в Коміллі, Бангладеш. Попередня назва Майнаматі була Рохітгірі. Найдавнішою цивілізацією в регіоні Лалмай, виявленою на даний момент, є Майнаматі. Руїни, які можна побачити сьогодні в регіоні Майнаматі, насправді є залишками стародавнього міста та буддійського монастиря. На думку археологів, це руїни стародавнього міста під назвою Джаякармантабсака.

## Історія
Майнаматі — історичне місце в Коміллі, Бангладеш. Найдавніша цивілізація в регіоні Лалмай, виявлена на даний момент, — це археологічний пам'ятник Майнаматі. Руїни, які можна побачити сьогодні в регіоні Майнаматі, насправді є залишками стародавнього міста та буддійського монастиря. На думку археологів, це руїни стародавнього міста під назвою Джаякармантабсака.
Шалбан Віхар є одним із головних археологічних розкопок у Майнаматі в Коміллі. Цей монастир розташований посеред пагорба Лалмай поблизу Барда в Котбарі. Віхар назвали Шалбан Віхар, оскільки колись навколо Віхару був густий ліс шал-газарі. Сусіднє село називається Шалбанпур. Там ще є невеликий ліс. Цей монастир схожий на буддійський монастир Пахарпур, але менший за розміром.
Вважається, що Шрібхавадева, четвертий цар династії Дева, побудував цей буддійський храм між кінцем VII і початком VIII ст. нашої ери. Відомо шість етапів будівництва та реконструкції Шалбан Віхар. Вважається, що центральний храм був побудований на третьому етапі у VIII ст. нашої ери, а віхара була повністю відремонтована. Четвертий і п'ятий етапи будівництва і реконструкції завершилися в IX-Х ст.
Майнаматі квадратної форми. Кожен рукав Шалбан Біхар становить 167 м шириною 7 метрів. Товщина стін Біхару з чотирьох сторін становить 5 м. Існував лише один вхід до Біхару. Цей шлях або двері знаходяться прямо посередині північного блоку. Між кожною кімнатою стіни шириною 5 метрів. Прямо посередині Біхарського Ангана був центральний храм.
У південно-східному кутку біля входу зовні біхару є зал. Вважається, що зал, побудований на чотирьох бічних стінах і чотирьох величезних круглих стовпах попереду, був їдальнею ченців. Розмір залу 10 метрів на 20 метрів. Навколо залу широка цегляна дорога.
Археологічні розкопки виявили вісім мідних написів, близько 400 золотих і срібних монет, численні теракотові таблички, печатки, бронзові та глиняні фігурки з руїн віхари. Вони становлять стародавню археологічну спадщину Бангладеш.
Щодня це місце відвідує велика кількість туристів. Майнаматі знаходиться за 114 км від Дакки, і до нього можна дістатися всього за дві з половиною години від Читтагонга.

## Комплекс
Деякі з відомих споруд археологічної пам'ятки Майнаматі:
- Кутила Мура
- Буддійський монастир Шалбан
- Палац і храм королеви Майнаматі[2]

### Історичні пам'ятки
- Військове кладовище Майнаматі

Тут також виявлено приміщення для проживання вчителів і студентів, сліди навчальних закладів. Тут у музеї зберігаються різні монети та кам'яні таблички, обпалені глиняні дошки.